# 中森智佳子
中森智佳子（日语： Nakamori Chikako，1967年4月11日—），日本前女子游泳运动员。她曾参加1984年夏季奥运会和1988年夏季奥运会游泳比赛，还曾获得1986年亚洲运动会游泳比赛女子200米自由泳金牌。